# Jan Wikarjak
Jan Wikarjak (ur. 13 sierpnia 1914 w Michałkowie, zm. 24 stycznia 1983 w Poznaniu) – profesor, filolog klasyczny, hellenista, latynista, neolatynista, autor popularnej Gramatyki opisowej języka łacińskiego.

## Życiorys[1]
Był synem robotnika rolnego Józefa i Marianny z Madyńskich. Świadectwo dojrzałości otrzymał 29 maja 1931 r. w Państwowym Gimnazjum Męskim w Ostrowie Wielkopolskim; w tym samym roku podjął studia na Wydziale Humanistycznym Uniwersytetu Poznańskiego, otrzymując dyplom magistra filozofii w zakresie filologii klasycznej w dniu 18 marca 1935 r. oraz magistra filozofii w zakresie nauk filozoficznych w dniu 18 marca 1937 (na podstawie pracy o filozofii Marka Aurelego); w tym samym roku ukończył też jako przedmiot dodatkowy filologię polską. Po studiach podjął pracę w Miejskim Gimnazjum im. Mikołaja Kopernika w Bydgoszczy, gdzie uczył języka polskiego i propedeutyki filozofii do 1939 r. W roku 1938 uzyskał dyplom nauczyciela szkół średnich, z prawem nauczania języka łacińskiego, greckiego i kultury klasycznej oraz propedeutyki filozofii jako przedmiotów głównych, a także historii starożytnej i języka polskiego jako przedmiotów dodatkowych. We wrześniu 1939 r. bronił ochotniczo Warszawy w tzw. Batalionach Pracy.
W okresie okupacji hitlerowskiej ukrywał się w Ostrowie Wielkopolskim, gdzie w r. 1940 został członkiem tajnej organizacji „Ojczyzna” oraz był jednym z organizatorów tajnego nauczania, a także kierownikiem tajnego Kuratorium Szkolnego. Osobiście uczył różnych przedmiotów w zakresie liceum i gimnazjum, przewodniczył tajnym egzaminom dojrzałości, przy czym prowadził zaszyfrowane akta tych egzaminów, co pozwoliło na ich zatwierdzenie po wyzwoleniu. W trosce o należyty poziom tajnego nauczania (prowadzonego – z konieczności – nie zawsze przez wykwalifikowanych nauczycieli) przeprowadził w okresie od sierpnia do listopada 1940 r. cykl pogadanek dydaktycznych. 20 marca 1945 r. został powołany przez Kuratorium oświaty do Komisji Weryfikacyjnej tajnego nauczania. W trosce o zachowanie pamięci tajnego nauczania w Wielkopolsce podjął się redakcji pracy zbiorowej Uniwersytet ziem Zachodnich i tajne kursy uniwersyteckie 1939–1945. Pokłosie wspomnień, red. J.Wikarjak, Poznań 1972.
Po wyzwoleniu Ostrowa, od dnia 29 stycznia 1945 r. uczył języka polskiego, łacińskiego i propedeutyki filozofii w II Państwowym Liceum i Gimnazjum i. E. Sczanieckiej w Ostrowie Wlkp., do 15 listopada 1945 r., kiedy na własną prośbę został przeniesiony na równorzędne stanowisko do Państwowego Liceum Pedagogicznego w Poznaniu, gdzie prowadził lekcje z języka polskiego. Z dniem 1 września 1946 r. został przeniesiony do Państwowego Gimnazjum i Liceum im. Klaudyny Potockiej w Poznaniu, uczył tam do czerwca 1948 r. j. polskiego, j. łacińskiego i propedeutyki filozofii, a także prowadził koło organizacji „Prołużu”. Była to młodzieżowa organizacja społeczna, powołana 12 września 1945 w Krotoszynie, promująca kulturę Serbołużyczan – słowiańskiej mniejszości w Niemczech oraz wspierająca łużyckie aspiracje niepodległościowe po II wojnie światowej.
W dniu 18 września 1945 r. został kontraktowym młodszym asystentem przy Seminarium Filologii Klasycznej na Wydziale Humanistycznym Uniwersytetu Poznańskiego, od 1 września 1949 roku został starszym asystentem przy Katedrze Filologii Klasycznej UP. W dniu 14 marca 1947 otrzymał stopień doktora filozofii na podstawie pracy De Menedemo a Lycophrone in fabula satyrica irriso, której promotorem był prof. Witold Klinger. Kiedy w roku 1952 zlikwidowano studia filologii klasycznej w Poznaniu, a liczbę katedr zredukowano do jednej, Wikarjak prowadził zajęcia dla innych kierunków, w roku akademickim 1952/1953 organizował Studium Praktycznej Nauki Języków Obcych. Otworzył też przewód habilitacyjny, który jednak został przerwany na skutek wejścia w życie ustawy z dnia 15 grudnia 1951 O Szkolnictwie Wyższym i o Pracownikach Nauki. Centralna Komisja Kwalifikacyjna dla Pracowników Nauki uchwałą z dn. 30 września 1955 r. przyznała mu tytuł naukowy docenta na podstawie pracy Pochodzenie Herodota w świetle greckich przydomków odmiejscowych, co zaowocowało otrzymaniem 1 października tegoż roku stanowiska samodzielnego pracownika nauki przy Katedrze Filologii Klasycznej UAM w Poznaniu. Uchwałą Rady Państwa z 29 lutego 1964 r. został powołany na stanowisko profesora nadzwyczajnego, a 9 stycznia 1971 r. – zwyczajnego. Prowadził zajęcia z różnych przedmiotów dotyczących literatury, języka i kultury klasycznej, kierował 42 pracami magisterskimi, wypromował 4 doktorów, napisał szereg recenzji doktorskich i ocen dorobku profesorskiego. Założył czasopismo naukowe „Symbolae Philologorum Posnaniensium”, którego był redaktorem (zredagował 5 zeszytów). W trosce o wszechstronny rozwój młodej kadry naukowej zorganizował na zlecenie Polskiej Akademii Nauk dwie konferencje-seminaria dla młodych pracowników różnych nauk o kulturze starożytnej: filologii klasycznej, historii starożytnej, archeologii śródziemnomorskiej i językoznawstwa antycznego, które odbyły się w Jabłonnie pod Warszawą w roku 1980 i 1983 (już po śmierci organizatora). Troszcząc się również o wysoki poziom lektoratów języka łacińskiego, na zlecenie Ministerstwa i Z.G. ZNP zorganizował dwukrotnie (1979, 1980) seminarium metodyczne dla lektorów języka łacińskiego w Kołobrzegu. Zmarł 24 stycznia 1983 r. w Poznaniu.

## Życie prywatne
Miał córkę Teodozję, która jest filologiem klasycznym i doktoryzowała się w 1988 roku.

## Praca naukowa[1]
Jego zainteresowania naukowe ewoluowały i obejmowały różne gatunki i okresy literatury starożytnej, tak greckiej, jak i rzymskiej i średniowiecznej. W pracy magisterskiej De abstractionibus personatis apud Graece comoediae poetas i doktorskiej De Menedemo a Lycophrone in fabula satyrica irriso zajmował się greckim dramatem, następnie skierował się ku greckiej prozie, a szczególnie dziełu Herodota, któremu poświęcił dwie publikacje książkowe pracę Pochodzenie Herodota… oraz Historia powszechna Herodota (Poznań 1961) i kilka artykułów i odczytów. Ostatnie lata swej pracy naukowej poświęcił badaniom twórczości Marka Tuliusza Cycerona i jego młodszego brata Kwintusa; czego plonem były dwie pozycje książkowe (w tym jedna po francusku) i szereg artykułów, odczytów, wykładów itd. Wydał też własny przekład Małego poradnika wyborczego Kwintusa Cycerona.
Zajmował się też pracą translatorską i edytorską. Połączeniem tych dwóch form aktywności było dwujęzyczne wydanie dzieła Józefa Strusia, poznańskiego lekarza o światowej sławie z XVI w.: O tętnie (Sphygmicae artis libri quinque), której tekst łaciński opracował krytycznie, a przekładu polskiego dokonał wraz małżonką, Marią ze Sztyperów. Tłumaczył Novum Organum F. Bacona dla Biblioteki Klasyków Filozofii, PWN. Wraz z Kazimierzem Limanem przygotował krytyczne wydanie trzech zeszytów nowej serii Monumenta Poloniae Historica zawierające żywoty biskupa bamberskiego Ottona, misjonarza Pomorza: Vita Prieflingensis, Ebonis Vita S. Ottonis i Dialog Herborda. Dla potrzeb studentów filologii klasycznej przygotował wypisy z autorów klasycznych i nowołacińskich Litterae Latinae. Sermones (wraz z Ignacym Lewandowskim) i Poetae Latini. Jest też autorem dwóch podręczników: Gramatyka opisowa języka łacińskiego, Warszawa 1978 (i liczne wznowienia) oraz podręcznika do lektoratów j. łacińskiego: Elementa sermonis Latini (napisanego wraz z I. Lewandowskim).

### Stopnie i tytuły naukowe
- 1935: magister filozofii w zakresie filologii klasycznej
- 1937: magister filozofii w zakresie nauk filozoficznych
- 1945: kontraktowy młodszy asystent przy Seminarium Filologii Klasycznej na Wydziale Humanistycznym Uniwersytetu Poznańskiego
- 1947: doktor filozofii
- 1949: starszy asystent przy Katedrze Filologii Klasycznej UP
- 1955: tytuł naukowy docenta
- 1955: stanowisko samodzielnego pracownika nauki przy Katedrze Filologii Klasycznej UAM
- 1964: stanowisko profesora nadzwyczajnego
- 1971: profesor zwyczajny

### Sprawowane funkcje
- Kierownik Zakładu Latynistyki (1958–1983)
- Dyrektor Instytutu Filologii Klasycznej
- Dziekan Wydziału Filologicznego (1956–1958; brał wówczas czynny udział w reaktywacji studiów filologii klasycznej i romańskiej oraz 1964–1968; kiedy przyczynił się do reaktywacji studiów filologii angielskiej i uruchomienia filologii rosyjskiej)
- Dwukrotnie reprezentował Wydział w Senacie UAM (1959/60, 1963/64), a w latach 1968–1971 pełnił funkcję prorektora
- Sekretarz I Wydziału Poznańskiego Towarzystwa Przyjaciół Nauk (od 1961), a od 1972 aż do śmierci jego przewodniczący
- Sekretarz Poznańskiego Koła Polskiego Towarzystwa Filologicznego (1946–1958), a od 1967 przewodniczący. Równocześnie był redaktorem organu tego towarzystwa – „Eos” (zredagował 26 zeszytów)
- Członek Komitetu Nauk o Kulturze Antycznej PAN, a od 1978 roku jego przewodniczący
- Reprezentował Polskę w Komitecie Nauk o Kulturze Antycznej Krajów Socjalistycznych EIRENE
- Członek Międzynarodowej Komisji Thesaurus Linguae Latinae (1980)
- Członek Międzynarodowej Akademii Języka i Literatury Łacińskiej (Academia Latinitati Inter Omnes Gentes Fovendae; od 1981)

## Nagrody i wyróżnienia[1]
- Laureat nagród naukowych Ministra Nauki i Szkolnictwa Wyższego I, II i III stopnia (zarówno indywidualnie, jak i zespołowo): 1978, 1979, 1980, 1981, 1982.
- Dwukrotnie otrzymał nagrodę Rektora UAM (1978 i 1980)
- Odznaka Honorowa Miasta Poznania (1974)
- Odznaka honorowa „Za zasługi dla Województwa Kaliskiego” (1977)
- Odznaka honorowa „Za Zasługi w Rozwoju Województwa Poznańskiego” (1982)
- Medal Komisji Edukacji Narodowej (1980)
- Krzyż Kawalerski (1969) i Oficerski Orderu Odrodzenia Polski (1982)

## Publikacje (wybór)[1]
- Pochodzenie Herodota w świetle greckich przydomków odmiejscowych, Prace Komisji Filologicznej Poznańskiego Towarzystwa Przyjaciół Nauk; [recenzje: Emerita, Madrid XXI 1953, 324–325; Anzeiger für die Altetumswissenschaft, Wien, VIII 1955, 177; Phoibos. Bulletin du Cercke de Phil. classique et orient. Bruxelles X–XII, 1955-1958 (ed. 1964), 118–119].
- Historia powszechna Herodota, Poznań 1961, Prace Komisji Filologicznej Poznańskiego Towarzystwa Przyjaciół Nauk; [recenzje: L’Antiquité Classique, Louvain XXX 1962, 549; Revue des Études GRecques, Paris LXX 1962, 576; Classical Revue, Oxford University Press XII 1962, 166; Emerita, Madrid, XXX 1962, 334–335; Revue Belge de Philologie et d’Histoire, Bruxelles XLI 1963, 1337; Deutsche Literaturzeitung, Berlin LXXXIV 1963, 412–414; REvista da Faculdade de Letras de Lisboa III 7, 1963, 291–298; Classical Philology, Chicago LX 1965, 61–63; Eirene VI 1967, 179–181].
- Brochure électorale de Quintus Cicéron, Archiwum Filologiczne PAN XII Wrocław-WarszawaKraków 1966; [recenzje: Classical Philology, Chicago, LXIII 1968, 224; L’Antiquité Classique XXXVII 1968 fasc. 1 298–299].
- Warsztat pisarski Cycerona, Warszawa–Poznań 1976.
- Gramatyka opisowa języka łacińskiego, Warszawa 1978 (wielokrotnie wznawiana, ostatnie wydanie 2019).
- Litterae latinae sermones: wybów tekstów prozaicznych do nauki języka i literatury łacińskiej, Warszawa 1981.
- Poetae Latini: wybór tekstów poetyckich do nauki języka i literatury łacińskiej, Warszawa 1984.
- F. Bacon, Novum organum, tł. J. Wikarjak, Warszawa 1955.